# Судаков, Георгий Викторович
Гео́ргий Ви́кторович Судако́в (укр. Георгій Вікторович Судаков; род. 1 сентября 2002, Брянка, Луганская область) — украинский футболист, полузащитник донецкого «Шахтёра» и сборной Украины. Участник чемпионата Европы 2024.

## Клубная карьера

### Ранние годы
Родился 1 сентября 2002 года в Брянке Луганской области. Занимался в детско-юношеской футбольной школе «Сокол» Брянка. В 2014 году в составе команды харьковской школы № 20 выступал на турнире «Кожаный мяч Кубок Coca-Cola» U-12, где стал победителем в упражнении по жонглированию мячом. В детско-юношеской футбольной лиге Украины выступал за харьковский «Металлист» (2014—2017) и донецкий «Шахтёр» (2017—2019). В сезоне 2018/19 вместе с «горняками» стал чемпионом Украины среди игроков до 17 лет и был признан лучшим игроком финального турнира. Кроме того, по итогам сезона Георгия Судакова признали лучшим игроком атакующего плана среди игроков 2002 года рождения.

### «Шахтёр» (Донецк)
В сезоне 2018/19 дебютировал в чемпионате Украины среди юношеских команд, а в следующем сезоне — в молодёжном первенстве страны.
19 сентября 2018 года дебютировал в юношеской Лиги чемпионов в матче против немецкого «Хоффенхайма» (1:2).
Перед матчем 21 октября 2020 года в рамках группового раунда Лиги чемпионов против мадридского «Реала» ряд игроков «Шахтёра» выбыли из-за COVID-19 и не смогли принять участие в поединке. В результате этого главный тренер «горняков» Луиш Каштру включил Судакова в заявку на игру. На поле 18-летний дебютант вышел в конце игры на 86 минуте вместо Дентиньо.
Дебют в чемпионате Украины состоялся 24 октября 2020 года в матче против полтавской «Ворсклы» (1:1). Первый гол за «Шахтёр» в чемпионате Украины забил 30 октября 2020 года в домашнем матче против Мариуполя (4:1).
Сезон 2021/22 под руководством Игора Йовичевича Судаков закончил с показателем 14 матчей во всех турнирах, отметившись 4 голами.
В сезоне 2022/23 провёл 39 матчей на клубном уровне, забив 5 голов и отдав 11 результативных передач. Сыграл все шесть матчей группового этапа Лиги чемпионов УЕФА 2022/23, отдав два результативных паса, а также попал в топ-40 молодых талантов года по версии УЕФА.
25 октября 2023 года в матче третьего тура группового раунда Лиги чемпионов 2023/24 против «Барселоны», отметился дебютным голом в турнире и был признан лучшим игроком матча (2:1). 3 апреля 2024 года оформил ассист и первый дубль за «горняков» в матче против «Черноморца» в рамках Кубка Украины и помог команде выйти в финал турнира (4:1).
6 октября 2024 года в матче против «ЛНЗ» оформил покер (5:1), став самым молодым игроком в истории чемпионата Украины забившим 4 гола в одном матче.

## Карьера в сборной
Сыграл в первом официальном матче сборной Украины до 15 лет против Чехии, который состоялся 23 мая 2017 года (0:1). В составе сборной до 16 лет в мае 2018 года стал победителем турнира Миляна Милянича в Сербии.
В составе сборной Украины до 17 лет под руководством главного тренера Владимира Езерского стал победителем мемориала Банникова в августе 2018 года. В составе сборной до 17 лет провёл 6 матчей и забил 4 гол (три — Гибралтару и один — Боснии и Герцеговине) на отборочном турнире к чемпионату Европы 2019 года.

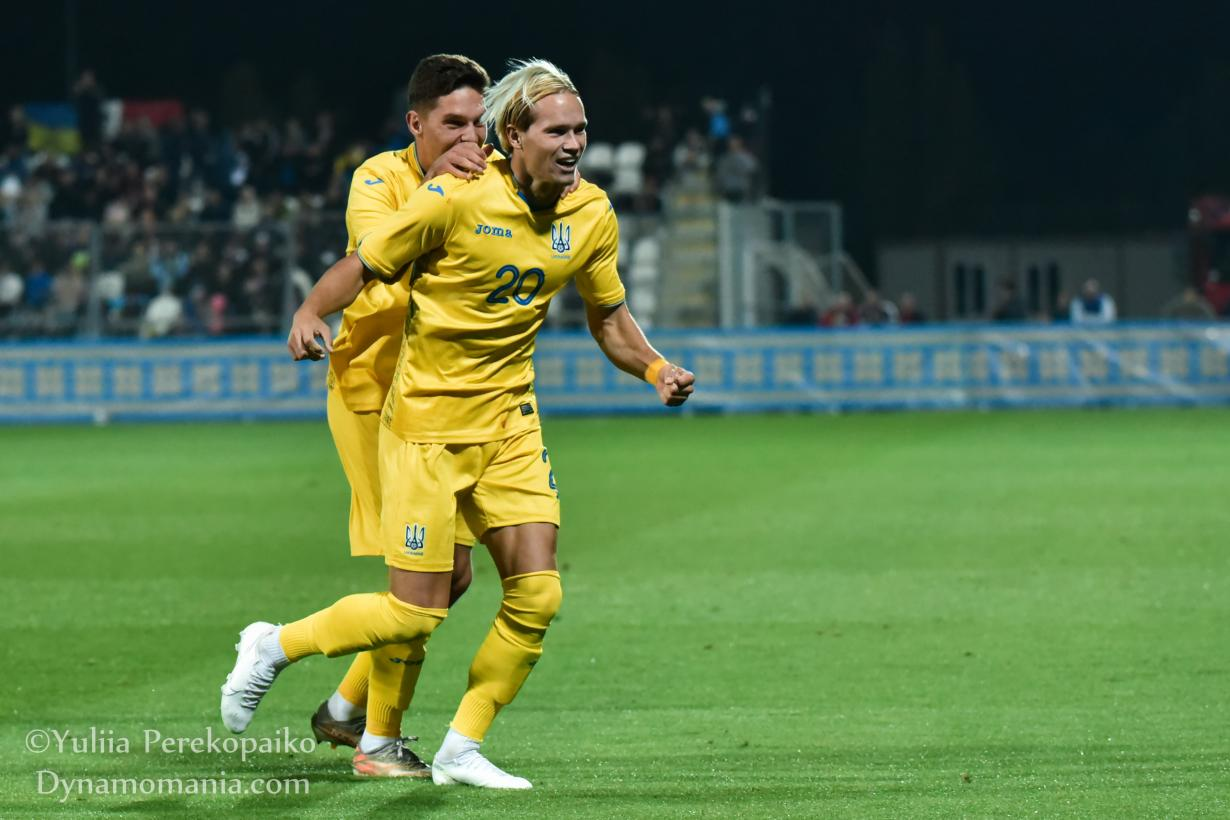
Георгий Судаков и Михаил Мудрик в составе молодёжной сборной Украины

В октябре 2020 года главный тренер молодёжной сборной Украины Руслан Ротань вызвал Судакова на матчи отборочного турнира чемпионата Европы 2021. Тем не менее, сыграть за молодёжку Судакову не удалось, поскольку перед игрой у него обнаружился COVID-19.
30 апреля 2021 года получил свой первый вызов в сборную Украины главным тренером Андреем Шевченко для участия в товарищеских матчах против сборных Бахрейна, Северной Ирландии и Кипра в рамках подготовки к предстоящему чемпионату Европы 2020 года. 23 мая 2021 года в возрасте 18 лет дебютировал в сборной Украины в домашнем товарищеском матче против сборной Бахрейна (1:1), выйдя на замену на 46-й минуте вместо Тараса Степаненко. 1 июня 2021 года был включен в официальную заявку сборной Украины главным тренером Андреем Шевченко для участия в матчах чемпионата Европы 2020 года.
В составе молодёжной сборной Украины (до 21 года) принял участие в Чемпионате Европы по футболу среди молодёжных команд 2023, на котором команда дошла до полуфинала. Отметился трёмя голами, став лучшим бомбардиром сборной на турнире.
14 октября 2023 года в матче отборочного цикла на чемпионат Европы 2024 года с Северной Македонией, отметился своим дебютным голом за национальную сборную Украины.
Участник чемпионата Европы по футболу 2024 года. Принял участие во всех трёх матчах сборной Украины на турнире.

## Достижения

### Командные
«Шахтёр» (Донецк)
- Чемпион Украины (2): 2022/23, 2023/24
- Бронзовый призёр чемпионата Украины: 2024/25
- Обладатель Кубка Украины (2): 2023/24, 2024/25

Сборная Украины
- Бронзовый призёр молодёжного чемпионата Европы: 2023

### Личные
- Лучший молодой игрок чемпионата Украины: 2022/23[24]
- Лучший игрок чемпионата Украины: 2023/24
- Лучший бомбардир молодёжного чемпионата Европы: 2023
- Футболист года в чемпионате Украины (2): 2023, 2024
- Лучший игрок года в «Шахтёре»: 2023[25]
- Лучший игрок сезона в «Шахтёре» (2): 2022/23[26], 2023/24
- Лучший игрок месяца в «Шахтёре» (8): март 2023, сентябрь 2023, октябрь 2023, ноябрь 2023, март 2024, май 2024, октябрь 2024, май 2025
- Обладатель премии «Золотой талант Украины»: 2023 (U21)

## Статистика

### Клубная
| Выступление      | Выступление      | Выступление      | Чемпионат | Чемпионат | Кубок | Кубок | Еврокубки | Еврокубки | Прочие | Прочие | Итого | Итого |
| Клуб             | Лига             | Сезон            | Игры      | Голы      | Игры  | Голы  | Игры      | Голы      | Игры   | Голы   | Игры  | Голы  |
| ---------------- | ---------------- | ---------------- | --------- | --------- | ----- | ----- | --------- | --------- | ------ | ------ | ----- | ----- |
| Шахтёр (Донецк)  | Премьер-лига     | 2020/21          | 10        | 1         | 1     | 0     | 3         | 0         | 0      | 0      | 14    | 1     |
| Шахтёр (Донецк)  | Премьер-лига     | 2021/22          | 10        | 4         | 1     | 0     | 3         | 0         | 0      | 0      | 14    | 4     |
| Шахтёр (Донецк)  | Премьер-лига     | 2022/23          | 29        | 5         | 0     | 0     | 10        | 0         | 0      | 0      | 39    | 5     |
| Шахтёр (Донецк)  | Премьер-лига     | 2023/24          | 23        | 6         | 3     | 2     | 8         | 2         | 0      | 0      | 34    | 10    |
| Шахтёр (Донецк)  | Премьер-лига     | 2024/25          | 8         | 7         | 0     | 0     | 2         | 0         | 0      | 0      | 10    | 7     |
| Шахтёр (Донецк)  | Итого            | Итого            | 80        | 23        | 5     | 2     | 26        | 2         | 0      | 0      | 111   | 27    |
| Всего за карьеру | Всего за карьеру | Всего за карьеру | 80        | 23        | 5     | 2     | 26        | 2         | 0      | 0      | 111   | 27    |

1. ↑  Кубок Украины
2. ↑  Суперкубок Украины

### Международная
| Сборная          | Сезон            | Товарищеские | Товарищеские | Официальные | Официальные | Итого | Итого |
| Сборная          | Сезон            | Игры         | Голы         | Игры        | Голы        | Игры  | Голы  |
| ---------------- | ---------------- | ------------ | ------------ | ----------- | ----------- | ----- | ----- |
| Украина          |                  |              |              |             |             |       |       |
| 2021             | 3                | 0            | 0            | 0           | 3           | 0     |       |
| 2023             | 1                | 0            | 8            | 1           | 9           | 1     |       |
| 2024             | 0                | 0            | 2            | 0           | 2           | 0     |       |
| Всего за карьеру | Всего за карьеру | 4            | 0            | 10          | 1           | 14    | 1     |

### Матчи за сборную
| №  | Дата             | Оппонент             | Счёт | Голы | Передачи | Карточки | Минуты | Соревнование             |
| -- | ---------------- | -------------------- | ---- | ---- | -------- | -------- | ------ | ------------------------ |
| 1  | 23 мая 2021      | Бахрейн              | 1:1  | —    | —        | —        | 45'    | Товарищеский матч        |
| 2  | 3 июня 2021      | Северная Ирландия    | 1:0  | —    | —        | —        | 18'    | Товарищеский матч        |
| 3  | 7 июня 2021      | Кипр                 | 4:0  | —    | —        | —        | 23'    | Товарищеский матч        |
| 4  | 26 марта 2023    | Англия               | 0:2  | —    | —        | —        | 90'    | Отборочные матчи ЧЕ-2024 |
| 5  | 12 июня 2023     | Германия             | 3:3  | —    | 1        | —        | 90'    | Товарищеский матч        |
| 6  | 16 июня 2023     | Северная Македония   | 3:2  | —    | —        | —        | 90'    | Отборочные матчи ЧЕ-2024 |
| 7  | 19 июня 2023     | Мальта               | 1:0  | —    | —        | —        | 90'    | Отборочные матчи ЧЕ-2024 |
| 8  | 9 сентября 2023  | Англия               | 1:1  | —    | —        | —        | 65'    | Отборочные матчи ЧЕ-2024 |
| 9  | 12 сентября 2023 | Италия               | 1:2  | —    | —        | —        | 90'    | Отборочные матчи ЧЕ-2024 |
| 10 | 14 октября 2023  | Северная Македония   | 2:0  | 30′  | —        | —        | 86'    | Отборочные матчи ЧЕ-2024 |
| 11 | 17 октября 2023  | Мальта               | 3:1  | —    | 1        | —        | 67'    | Товарищеский матч        |
| 12 | 20 ноября 2023   | Италия               | 0:0  | —    | —        | —        | 90'    | Отборочные матчи ЧЕ-2024 |
| 13 | 21 марта 2024    | Босния и Герцеговина | 2:1  | —    | —        | —        | 90'    | Стыковые матчи ЧЕ-2024   |
| 14 | 26 марта 2024    | Исландия             | 2:1  | —    | 2        | —        | 90'    | Стыковые матчи ЧЕ-2024   |

Итого: 14 матчей, 1 гол / 8 побед, 4 ничьих, 2 поражения.

## Личная жизнь
Жена Елизавета. 16 апреля 2022 года родилась дочь Милана.